# منتج منفذ
المُنتِج المُنفذ (بالإنجليزية: Executive Producer)‏ هي واحدة من أعلى المناصب في صناعة منتج ترفيهي تجاري. اعتمادًا على الوسيط، قد يكون المنتج التنفيذي مهتمًا بالمحاسبة الإدارية أو يرتبط بالمسائل القانونية (مثل حقوق النشر أو الإتاوات). في الأفلام، يساهم المُنتِج المُنفذ بشكل عام في موازنة الفيلم وتعتمد مشاركته على المشروع، حيث يُؤَمن البعض الأموال ويشترك البعض الآخر في عملية صناعة الأفلام.

## روابط خارجية
- "What is the point of executive producers?" بي بي سي نيوز. 19 أكتوبر 2007.